# Wishology
Wishology (La saga de los padrinos mágicos en Latinoamérica y Deseando deseos: La trilogía en España) es una película para televisión de la serie Los padrinos mágicos dividida en tres partes. Se estrenó en los días 1, 2 y 3 de mayo de 2009 en Estados Unidos, 5, 12 y 19 de noviembre en Latinoamérica y en julio de 2009 en España.

## Partes

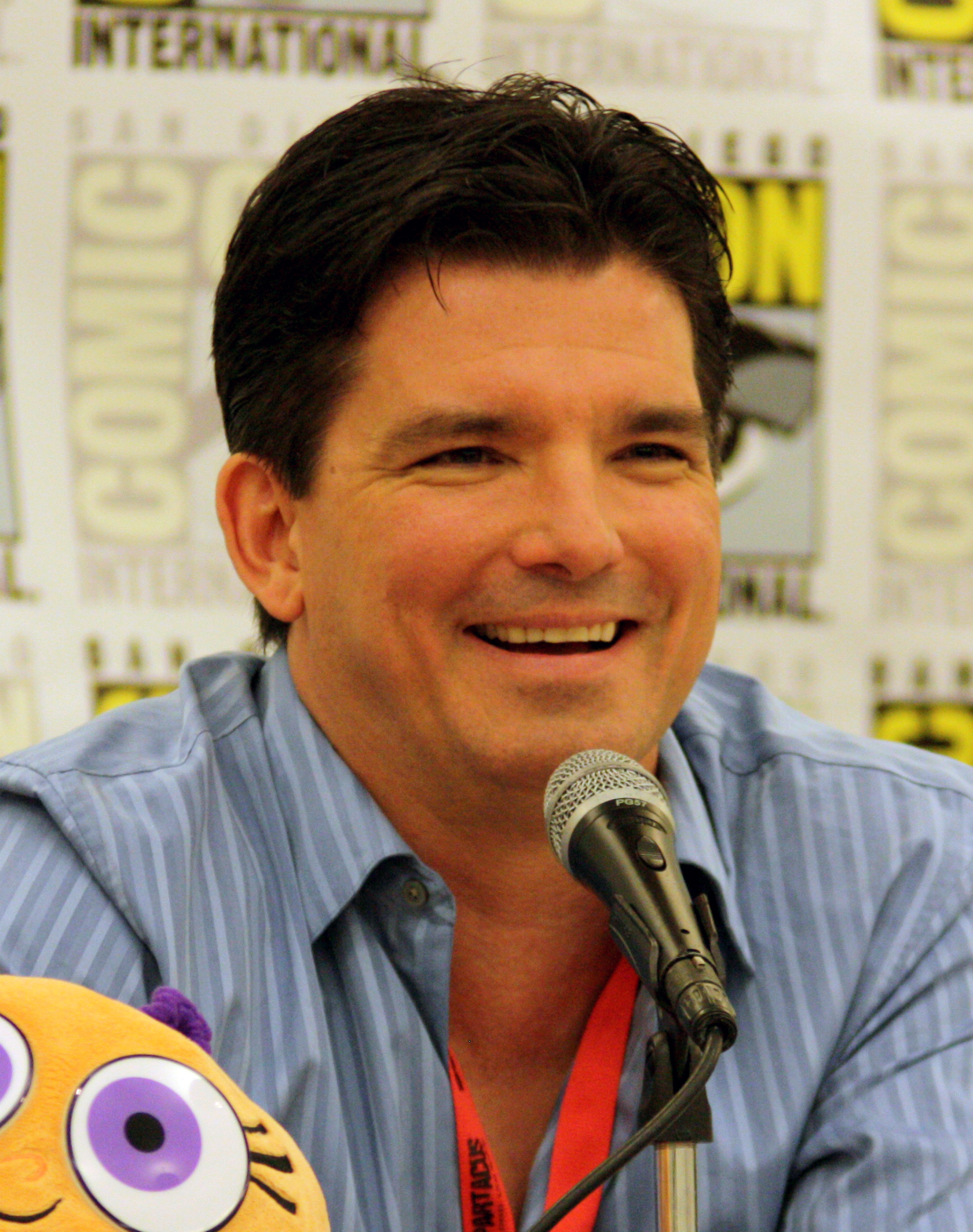
El creador de la serie, Butch Hartman, escribió la trilogía con Scott Fellows y Kevin Sullivan.

Wishology está dividida en 3 películas.

### El gran comienzo
«La Oscuridad» es un poderoso agujero negro que busca apoderarse de toda la luz y la magia de todos los planetas. Los seres mágicos no son lo suficientemente fuertes como para combatir dicha fuerza maligna, así que Jorgen decide esconderlos a todos en la tierra. Timmy Turner de pronto se encuentra sin sus padrinos Mágicos y peor aún, sus padres no lo recuerdan ni nadie en la escuela. Es entonces cuando grita su nombre y aparece un destructor con un agujero negro en lugar de boca, cuando están a punto de capturarlo aparece Jorgen y lo salva. Es entonces cuando Jorgen le explica que él borro la memoria de todos y escondió a los seres mágicos en la tierra por la amenaza de la oscuridad. Una antigua caverna secreta revela en sus dibujos que Timmy es el único elegido para combatir a la oscuridad y derrotarla de una vez por todas, por lo que Jorgen quería protegerlo pero el invocó a los destructores al decir su nombre. Timmy se reencuentra con Cosmo, Wanda y Poof, y todos van a ver los dibujos de la caverna en mundo Mágico, estando ahí se dan cuenta de que deben buscar una legendaria varita mágica blanca que está «Sellada con un Beso en la roca» (Sealed by a KISS in the Rock), para poder destruir a la oscuridad. Timmy se da cuenta de que la varita la esconde el grupo Kiss, quienes confiesan ser los guardianes, durante siglos, de la varita mágica blanca. Timmy les dice que él al parecer es el elegido, así que toca la varita (que tenía forma de Guitarra de rock) y dispara un rayo que al parecer, destruye a la oscuridad.

### El emocionante intermedio
Timmy vive en mundo mágico como una estrella de rock. Todos lo respetan por ser el «elegido», quien destruyó a la oscuridad. Hugo es su fiel amigo en este mundo y trata de ayudar a Timmy a derrotar a la oscuridad. Wanda le insiste en que deben regresar cuanto antes a la Tierra, pero Timmy no desea volver ya que en mundo Mágico es una estrella. Hugo trata de advertirle que si no se va habrá graves consecuencias Después Timmy conoce a Turbo Trueno (TT), un superhéroe que dice ser el auténtico elegido listo para pelear contra la oscuridad. Todos se ríen de él pues la oscuridad había sido derrotada por Timmy. Sin embargo la oscuridad regresa con más poder aún, enviando a cientos de eliminadores al mundo mágico, quienes esclavizan a todas las hadas y les quitan las varitas. Timmy alcanza a escapar a la tierra pero ahora está completamente sólo, pues los eliminadores llegan a la tierra llevándose a sus padres, a Chester, a A.J. e incluso a Trixie. A todos ellos los encierran en la prisión de mundo Mágico. Así que le pide ayuda a Mark, pero él dejó su nave en Yugopotamia (que también fue devorado por la oscuridad), así que Timmy tiene que pedirle ayuda a sus enemigos, Crocker, Vicky y Dark Laser, Crocker encuentra la luna azul, donde se encontraba una gran concentración de magia y según la cueva de Mundo Mágico ahí había también una varita. Sin embargo los eliminadores encuentran al grupo aunque Timmy es rescatado por Turbo Trueno. Una vez que TT sabe que es lo que había que buscar, trata de abandonar a Timmy aunque él y Mark suben a su nave y llegan a la luna azul. TT trata de obtener la varita, pero el guardián se lo impide. Timmy intenta obtenerla y lo consigue, ya que lo pidió por favor y el guardián le dice que él es el verdadero elegido. Mientras tanto los demás escapan de la prisión gracias a Poof y encuentran a Timmy para ayudarlo, pronto aparece la oscuridad exigiendo a Timmy Turner, trata de activar la varita pero la varita no hace nada ni dispara nada. Hugo da una propuesta pero Timmy no le hizo caso y se lanza a la oscuridad sacrificándose para salvarlos a todos.

### El Final Total
De pronto Timmy despierta en su casa. Todo parece normal, así que el cree que fue un sueño. Pero Cosmo y Wanda le dicen que si saltó a la oscuridad y que Jorgen ha borrado las memorias de todos, así que nadie recuerda nada. Timmy desea tener un día muy normal sin mágia, pero las cosas no resultan bien. Después desea tener un día perfecto, hasta que de pronto aparecen más eliminadores. Esos eliminadores no quieren destruir a Timmy, se trata de Cosmo, Wanda y Jorgen disfrazados pues Timmy había estado siempre dentro de la oscuridad y vivía una ilusión. Ellos le ayudan a escapar hasta su casa y encontrarse con sus amigos (y enemigos también) y se preparan por si la oscuridad regresa. La oscuridad quiere a Timmy pero no quiere destruirlo, así que ordena que sólo lo traigan, pero uno de los eliminadores desobedece a la oscuridad y convierte al planeta Tierra en una bomba llenándolo de explosivos para destruir tanto a Timmy como a la oscuridad. Los otros eliminadores capturaron a todos menos a Timmy, Cosmo, Hugo, Wanda y Poof pero ellos perdieron sus varitas. Ellos regresan a la luna azul donde resultó que había muchas varitas mágicas escondidas, que hallaron gracias a Turbo Trueno. Regresan a Mundo Mágico con las varitas, liberando a todos los mágicos y regresándoles sus varitas, todos van a la tierra donde eliminan algunos explosivos, Timmy engaña al eliminador haciendo que él absorba los últimos explosivos que quedaban en la tierra y luego destruyéndolo para siempre. En la tierra se encontraba oculta una tercera varita especial, pero Timmy esta vez no pretende dispararle a la oscuridad, les pide a todos los mágicos que acomoden varitas por todo el Sistema Solar, y al usar la varita de la Tierra forma una gran cara feliz usando también la varita de la luna azul y la varita blanca. Hugo fue el único que descubrió que la Oscuridad nunca buscó problemas, lo único que buscaba era amigos y si atacó a algunos planetas fue porque esos planetas la atacaron primero. Esto le ayudó a Timmy ya que el dio la orden de no disparar. Después regresa a todos los que había capturado, así que ahora que la oscuridad se convirtió en Luz todos hacen una gran fiesta para celebrar con el verdadero elegido. KISS se encargó de tocar en la gran fiesta.

## Apariciones especiales

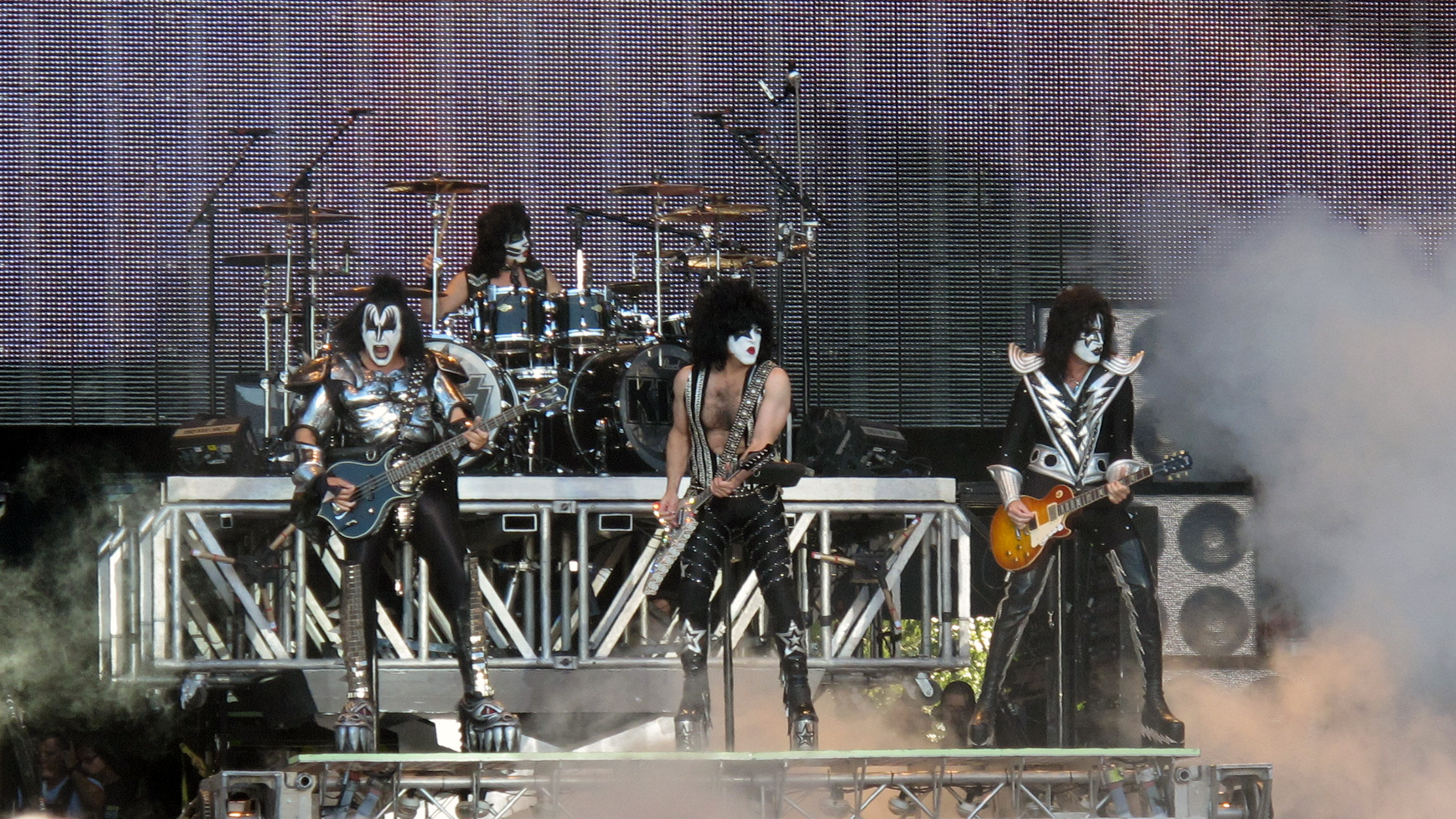
La banda de rock Kiss hace una aparición especial en Wishology. Gene Simmons (izquierda) y Paul Stanley (centro) prestaron sus voces.

En la película aparecen Gene Simmons y Paul Stanley de la popular banda rock Kiss, como protectores de una de las 3 varitas que es «La varita de fuego», también llamada «Guitarra mágica» (en España). También aparece el actor Brendan Fraser.